# Brachygasterina humboldti
Brachygasterina humboldti är en tvåvingeart som beskrevs av Soares och Carvalho 2007. Brachygasterina humboldti ingår i släktet Brachygasterina och familjen husflugor.
Artens utbredningsområde är Ecuador. Inga underarter finns listade i Catalogue of Life.